# Grand Hotel Nevada
Grand Hotel Nevada je československý komediální film z roku 1935 režiséra Jana Svitáka s Lídou Baarovou, Otomarem Korbelářem a Karlem Dostalem v hlavních rolích. Film byl vyroben v roce 1934 a premiéru měl dne 18. ledna 1935. Předlohou filmu byla stejnojmenná divadelní hra Františka Langera.
Vyrobila ho v Praze česká pobočka německé společnosti UFA. Scénu filmu navrhl umělecký ředitel Štěpán Kopecký. Hudbu k filmu složil Josef Kumok.

## Popis zápletky
Film začíná tím, že bohatí pacienti sanatoria ve slovenských horách navštíví srub sedláka Filipa v lesích. Filip (Theodor Pištěk) nazývá svůj srub žertem Grandhotel Nevada. Nakonec se zjistí, že činnost na zdravém vzduch působí blahodárně.

## Obsazení
- Lída Baarová, jako Lucy Whitemanová
- Otomar Korbelář, jako Petr
- Karel Dostal, jako Čechoameričan Black
- Julius Baťha, jako ošetřovatel
- Jaroslav Bráška, jako pacient
- Jaroslav Budil, jako ošetřovatel
- Bedřich Frankl, jako pacient
- Zdeněk Gina Hašler, jako ošetřovatel
- Jožka Lopej, jako Popelka
- Jaroslav Marvan, jako prof. Cogan
- František Paul, jako Fiala
- Theodor Pištěk, jako Filip
- Karel Šott, jako předseda lékařské komory
- Jan W. Speerger, jako Hrdina
- Božena Svobodová, jako pacientka